# Croisière Noire

Die Routen der Croisière Noire

Die Croisière Noire („Schwarze Kreuzfahrt“ bzw. „Schwarze Expedition“) war eine Transafrikaexpedition über eine Strecke von 28.000 km und eine der von André Citroën initiierten Expeditionen, die dazu dienten, die Bekanntheit seiner Marke Citroën international zu steigern und die Weltgeltung der französischen Automobilindustrie zu unterstreichen.

## Vorgeschichte
Vorangegangen war dieser Expedition eine bereits 1922 mit fünf Halbkettenfahrzeugen durchgeführte erste Saharatour von Touggourt in Algerien nach Timbuktu in Mali.

## Allgemeines
Sie führte mit acht Halbkettenfahrzeugen von Colomb-Béchar in Algerien über Timbuktu nach Antananarivo (Tananarive) auf Madagaskar. Georges-Marie Haardt und sein Stellvertreter Louis Audouin-Dubreuil leiteten dieses Unterfangen vom 28. Oktober 1924 bis zum 1. August 1925. Weitere Teilnehmer waren neben anderen ein Filmteam, ein Tropenarzt und der Maler und Zeichner Alexander Jewgenjewitsch Jakowlew.
1933 erschien eine Dokumentation mit Ton über die Expedition.